# Лісне Кічатово
Лісне Кіча́тово (рос. Лесное Кичатово, ерз. Кицятов) — присілок у складі Темниковського району Мордовії, Росія. Входить до складу Бабеєвського сільського поселення.
Населення — 10 осіб (2010; 14 у 2002).
Національний склад (станом на 2002 рік):
- мордва — 100 %